# Mojca Gregorski
Mojca Gregorski (roj.Lenart), u.d.i.a., slovenska arhitektka, * 1975, Ljubljana.

## Študij in zaposlitev
Mojca Gregorski je leta 2000 diplomirala na Fakulteti za arhitekturo Univerze v Ljubljani.  Izobraževanje  je nadaljevala na Universidad Politecnica de Valencia« v Španiji ter na »Jagellonian University« v  Krakovu na  Poljskem.  V letih 2000 do 2005 je nabirala praktične izkušnje v arhitekturnih birojih v Sloveniji in tujini. 2003-2005 je bila članica uredniškega odbora revije Hiše, avtorica stalnih prispevkov. Od leta 2007 je zaposlena na Fakulteti za arhitekturo, kjer poučuje predmete Projektiranje 2-5 (t.i. »seminar«), Krajinska arhitektura in Metode ambientalnega oblikovanja (izbirni modul doktorskega programa).  Od 2009 vodi biro  Modular arhitekti, leta 2018 preimenovan v Kontra arhitekti. 
Pedagoško, teoretično in raziskovalno delo povezuje z izkušnjami iz prakse, še posebej na področju arhitekture za vzgojo in izobraževanje. K raziskovalnemu delu spodbuja tudi študente, predvsem v obliki organizacije in izvedbe študentskih delavnic ter projektih povezovanja Univerze in gospodarstva. Raziskovalno in projektno delo objavlja v strokovni in znanstveni literaturi, znanje izmenjuje tudi kot predavateljica na domačih in tujih strokovnih srečanjih.
Zanima jo sodobna arhitektura v odnosu do lokalnega konteksta. Njeni projekti izhajajo iz nenehnega raziskovanja novih oblik funkcionalnih in prostorskih rešitev.  Poleg večjega števila objektov za izobraževanje obsega njen opus tudi projekte urbanističnih naselij, stanovanjskih objektov, poslovnih prostorov, športnih objektov, prenov kulturne dediščine, oblikovanja in postavitev razstav.

## Dela
Pomembnejši realizirani projekti:  Vila  Krnc v Novem mestu (2000, soavtor S.Pirš), prenova študentskega referata in vratarske lože na Fakulteti za arhitekturo v Lj. (2004, soavtor P. Gabrijelčič), vrtec Kidričevo (2008, soavtorica Ajda Vogelnik Saje), športna dvorana Kidričevo (2008, soavtorica Ajda Vogelnik Saje), postavitev razstave Vrata v Etnografskem muzeju (2012, soavtor Miha Kajzelj, grafika Nika Grabar), vrtec Poljčane (2014, soavtorji Miha Kajzelj, Matic Lašič), vrtec Šoštanj (2014, soavtorji Miha Kajzelj, Matic Lašič), vrtec Polzela (2014, soavtor Matic Lašič), prenova dvorca Sternthal (soavtor Katja Lavriša), Skandinavska hiša (2014, soavtor Miha Kajzelj), Športni center in dozidava šole Trebelno (2018, soavtor Martina Fefila), vrtec Kamnitnik (2019, soavtorji Miha Kajzelj, Matic Lašič).
Za svoje projekte je prejela več nagrad, med izstopajočimi so:  Plečnikova medalja,  6 zlatih svinčnikov ZAPS, več nominacij za nagrado Mies van der Rohe in Piranesi,  izbor med Europe 40 under 40, finalist WAF award,  finalist nagrade THEPLAN, nagrada ARHIED,  BIGSEE, priznanje Salona arhitekture Novi sad, številne nagrade na javnih in vabljenih natečajih.  Projekt fleksibilnega vrtca Chameleon je prejel 1.nagrado na svetovnem izboru WAN2013 za projekt prihodnosti na področju izobraževanja.